# Vickers S
El Vickers Clase S 40 mm, con frecuencia abreviado como Vickers S, era un cañón automático de 40 mm diseñado por Vickers-Armstrong como armamento de aviones.
Fue empleado durante la Segunda Guerra Mundial por los cazas británicos para atacar objetivos terrestres. Fue gradualmente reemplazado por el cohete RP-3 desde 1943.

## Desarrollo
El Vickers S fue desarrollado a fines de la década de 1930 como armamento defensivo para bombarderos pesados. Su munición era la misma que disparaba el cañón naval QF de 2 libras (conocido como "pom-pom"). El cañón era un derivado del Coventry Ordnance Works 37 mm, que era accionado por retroceso largo y disparaba un proyectil de 680 g.
El Vickers S fue probado en una torreta, montada a bordo de un Vickers Wellington Mark II; este montaje no entró en servicio.
En marzo de 1941, los investigadores de la Unidad de Cazas Interceptores de la base RAF Tangmere equiparon al cuatro prototipo de caza nocturno Bristol Beaufighter Mk I con el Vickers S, instalado asimétricamente en lugar de uno de los cañones automáticos de 20 mm estándar. En agosto, el Rolls-Royce 40 mm (modelo "R") también fue probado a bordo del mismo Beaufighter. Ambos cañones fueron probados en vuelo y en tierra. En octubre, el Vickers S fue recomendado para entrar en servicio, aunque nunca fue instalado en los Bristol Beaufighter de serie. Se desconocen los motivos de esta decisión, aunque parece reflejar la percepción de que un solo cañón automático de 40 mm tenía pocas ventajas ante dos cañones automáticos de 20 mm. Además, los Hawker Hurricane equipados con dos Vickers S fueron probados casi al mismo tiempo en el norte de África como aviones antitanque, idea que también fue rechazada.[cita requerida]

## Historial de combate
Las primeras operaciones de la Desert Air Force en la campaña del norte de África demostraron que su armamento era ineficaz ante los nuevos tanques alemanes, como el tanque medio Panzer III. En abril de 1941, un grupo formado para estudiar el problema tomó en consideración una serie de cañones automáticos de 37 mm y 40 mm, incluyendo al Vickers S, el Rolls-Royce 40 mm (variante "BF") y el M4 37 mm estadounidense, todos ellos disparando proyectiles antiblindaje. Inicialmente se eligió al Rolls-Royce 40 mm "BF", a pesar de que era alimentado mediante tambor en lugar de cinta como el Vickers S, que era considerado más fiable. Se produjeron unos 200 Rolls-Royce 40 mm "BF", pero después de una serie de disparos fallidos y explosiones de munición, se decidió introducir las variantes de ataque a tierra del Hawker Hurricane (designadas Hawker Hurricane Mark IID) armadas con el Vickers S. Este tenía la ventaja de llevar 15 proyectiles, en comparación a los 12 del Rolls-Royce 40 mm "BF".
Los Hawker Hurricane Mark IID y Mark IV podían montar un Vickers S debajo de cada ala, dentro de un contenedor de armamento. El peso de los cañones y su munición, junto a los filtros de polvo y otros equipos necesarios para operaciones en el desierto, reducían la velocidad del avión a 64 km/h. Hacia octubre de 1941, se decidió que el cañón automático no sería adecuado en el futuro y el mismo grupo de investigación se concentró en los cohetes, finalmente llevando a la entrada en servicio del RP-3 en 1943.
El Vickers S fue aprobado para emplearse a bordo del Hawker Hurricane en abril de 1942 y en mayo del mismo año empezó a emplearlo el Escuadrón Nro. 6 de la RAF en la base RAF Shandur en Egipto. El promotor del cañón automático, Comandante de Ala Stephen Dru Drury, entrenó a los pilotos en su empleo, porque tenía tanto retroceso que el avión reducía significativamente su velocidad cuando se disparaba. Esto hacía que el morro se incline hacia abajo y mientras se volaba a una altitud de 15 m durante la aproximación al objetivo, era peligroso disparar sin reajustar la dirección de vuelo. Los pilotos finalmente concluyeron que los cañones podían dispararse dos veces antes que el avión sobrepase su objetivo, aunque en escasas ocasiones se podía efectuar un tercer disparo.
Las bajas de los pilotos que dispararon el Vickers S incluyen 47 tanques destruidos (de 148 tanques atacados), así como casi 200 vehículos de diverso tipo. Sin embargo, el Hawker Hurricane IID tenía muy poco blindaje para el papel de ataque a tierra y los disparos desde tierra produjeron grandes bajas. Los Hawker Hurricane Mark IV, operativos a partir de 1943, tenían blindaje más grueso alrededor del motor, cabina y tanques de combustible. Además, los proyectiles de 40 mm rara vez eran eficaces contra vehículos con grueso blindaje, como el tanque pesado Tiger I.
A partir de 1944, los Hawker Hurricane armados con el Vickers S sirvieron en el Frente del Sudeste de Asia. En la mayoría de casos, se disparaba munición de alto poder explosivo contra vehículos y embarcaciones fluviales.
Las investigaciones llevadas a cabo en el sudeste asiático mostraron un nivel de precisión relativamente alto: un promedio del 25% de los disparos efectuados contra tanques impactaron su objetivo. En comparación, los cohetes RP-3 de 60 libras solamente impactaron el 5% de objetivos del tamaño de un tanque. Sin embargo, los proyectiles de alto poder explosivo de 40 mm eran el doble de precisos que los proyectiles antiblindaje, posiblemente a causa de su menor peso y mayor velocidad que le daban un desempeño balístico similar al de las ametralladoras Browning de 7,70 mm empleadas para telemetría.

## Cañones automáticos similares
Alemania nazi
- MK 103 de 30 mm – antitanque y contra bombarderos
- BK 3,7 de 37 mm – para ataque a tierra y antitanque
- Rheinmetall BK-5 de 50 mm – antitanque y contra bombarderos
- MK 214A de 50 mm – antitanque y contra bombarderos

 Imperio de Japón
- Cañón Ho-203 de 37 mm – para ataque a tierra y contra bombarderos
- Cañón Ho-401 de 57 mm – para ataque a tierra

 Reino Unido
- Rolls-Royce Clase BH 40 mm – para ataque a tierra y antitanque (desarrollo rival del Vickers S)
- QF de 6 libras Clase M de 57 mm – cañón naval con cargador automático (parte de la misma serie de designaciones que el Vickers Clase S 40 mm)

 Suecia
- Bofors m/47 57 mm – para ataque a tierra y antibuque

 Unión Soviética
- Nudelman-Suranov NS-37 de 37 mm – antitanque y contra bombarderos
- Nudelman-Suranov NS-45 de 45 mm – antitanque y contra bombarderos